# Ladenburg
Ladenburg je grad na sjeverozapadu Baden-Württemberga u Njemačkoj. Leži na desnoj obali rijeke Neckar, 10 km sjeverozapadno od Heidelberga i 10 km istočno od Mannheima.
Povijest grada seže u keltsko i rimsko doba, kada se zvao Lopodunum. Car Trajan podigao ga je u gradski status ('civitas') 98. godine. Povijesni stari grad i njegov Fachwerkhäuser potječu iz kasnog srednjeg vijeka. Izumitelj automobila Carl Benz također je živio u Ladenburgu. Kroz grad prolazi Spomen-put Bertha Benz, nazvan po njegovoj supruzi Berthi.

## Geografija

### Položaj i prirodni okoliš
Okrug leži na aluvijalnom konusu Neckar na nadmorskoj visini od 96 do 106 metara u metropolitanskoj regiji Rajna-Neckar u ravnici Gornje Rajne. Južno od izgrađenog područja Kandelbach se ulijeva u Neckar. Okrug se prostire na 1900 hektara. Od toga je 24,7% naselja i prometa, 71,8% koristi se za poljoprivredu i 2,8% vode.
- Kandelbach u Ladenburgu
- Labud na Neckaru
- Mužjak Polyommatus icarus
- Siva čaplja
- Ladenburg je okružen poljima

### Podjela grada
Zaseoci Neubotzheim i Neuzeilsheim i okrug Rosenhof pripadaju gradu Ladenburg. Na području grada su Wüstungen iz Botzheima, Meerhof i Zeilsheim.

### Susjedni gradovi
Ladenburško gradsko područje graniči se s Ilvesheimom na zapadu niz rijeku Neckar, Heddesheimom na sjeveru, gradić Leutershausen u Hirschbergu slijedi na sjeveroistoku prema Odenwaldu, južno od Leutershausena leži grad Bergstrasse Schriesheim praćen Dossenheimom na jugoistoku. Tok rijeke Neckar čini granicu prema Edingen-Neckarhausenu.

### Klima
Ladenburg, poput Heidelberga, pripada najtoplijem području Njemačke. Količina oborina u okrugu raste od zapada prema istoku i oscilira između 650 i 800 mm. Najbliža klimatska stanica u Heidelbergu izmjerila je prosječnu temperaturu od 11,1°C i padalina od 745 mm godišnje između 1971. i 2000. Najtopliji je mjesec srpanj s prosječnom temperaturom od 20,1°C, najhladniji je siječanj s 2,5°C.
| Prosječne mjesečne temperature i padavine za Heidelberg 1971–2000 \| \| Siječnja \| Veljače \| Mär \| Travanj \| Mai \| Lipnja \| Srpnja \| Kolovoza \| Rujna \| Okt \| Studenoga \| Dez \| \| \| \| Temperatura ( ° C ) \| 2,5 \| 3,6 \| 7,3 \| 10,5 \| 15,2 \| 17,8 \| 20,1 \| 19,8 \| 15,9 \| 11,1 \| 6,0 \| 3,6 \| Ø \| 11,1 \| \| Niederschlag ( mm ) \| 48 \| 44 \| 53 \| 49 \| 77 \| 79 \| 81 \| 56 \| 64 \| 64 \| 68 \| 63 \| Σ \| 745 \| |          |         |     |         |      |        |        |          |       |      |           |     |   |      |
| | Siječnja | Veljače | Mär | Travanj | Mai  | Lipnja | Srpnja | Kolovoza | Rujna | Okt  | Studenoga | Dez |   |      |
| Temperatura ( ° C ) | 2,5      | 3,6     | 7,3 | 10,5    | 15,2 | 17,8   | 20,1   | 19,8     | 15,9  | 11,1 | 6,0       | 3,6 | Ø | 11,1 |
| Niederschlag ( mm ) | 48       | 44      | 53  | 49      | 77   | 79     | 81     | 56       | 64    | 64   | 68        | 63  | Σ | 745  |

## Povijest

### Antika
Ladenburg se opisuje kao najstariji grad u Njemačkoj s desne strane Rajne. Prvo naselje u gradu dogodilo se negdje između 3000. i 200. godine prije nove ere. Ladenburg je u početku postojao kao keltsko naselje Lokudunom, što znači morski dvorac. Godine 200. pr. Kr. keltsko središte Gaume premješteno je iz Heiligenberga blizu Heidelberga u Ladenburg. 40. godine Rimljani su naselili Nijemce iz Suebske Labe kao seljačku miliciju. U rimskim izvorima nazivaju se Suebi Nicrenses (Neckarsueben). Godine 74. poslije Krista Rimljani su tamo osnovali pomoćnu utvrdu s logorskim selom (vicus), jezgrom kasnijeg grada. U garnizonu je bila pomoćna konjička divizija njemačkih Cananefatesa, njihovo ime znači "majstori poriluka".
Godine 98. Car Trajan uzdigao je naselje Lopodunum do civitas (gradski status) i do glavnog grada Civitas Ulpia Sueborum Nicrensium; nakon carevog gentilnog imena - Ulpije - mjesto je dobilo epitet Ulpija. Naselje je procvjetalo u drugom i početkom trećeg stoljeća, o čemu svjedoče brojni arheološki nalazi.
Oko 220. godine rimski grad imao je forum s tržnicom bazilikom, tjednom tržnicom, hramovima, rimskim kazalištem, termalnim kupalištima, palačama i gradskim zidom. Javne zgrade bile su neobično velike u usporedbi s ostalim naseljima u regiji. Ozidana površina iznosila je oko 32 hektara, raštrkani nalazi zauzimaju čak i područje naselja od oko 45 hektara. Tako je Ladenburg bio najveći rimski grad u današnjem Baden-Württembergu, čak i prije Rottweila, Rottenburga, Bad Cannstatta, Bad Wimpfena, Heidenheima i Heidelberga.
Godine 260. ili malo prije, očito su Alamani uništili grad nakon što su carske trupe napustile dekumatsku zemlju. Međutim, neki su mještani ostali i tako se zadržalo rimsko ime mjesta. Car Valentinijan I. ponovno je zauzeo naselje 369. godine i dao sagraditi ladanjski dvorac, kasnoantičku lučku utvrdu, u koju se moglo ući samo s Neckara. Otprilike sredinom 5. stoljeća, vjerojatno 454. godine nakon sloma Hunskog carstva, rimskoj vladavini na području Ladenburga konačno je došao kraj.

### Razdoblje migracija i srednji vijek
Već 496. Merovinzi su sagradili kraljevski dvor u Ladenburgu koji je predan kao palača. Lobdenburg je postao glavni grad Lobdengaua. 628. franački kralj Dagobert I. grad je i regiju "predao" biskupiji Worms. Godine 874. kralj Ludwig Nijemac dokumentirao je Lobetenburg. U karolinško doba Ladenburg je bio jedan od rijetkih gradova u carstvu koji su bili označeni kao Civitas Publica, što pretpostavlja daljnje postojanje kraljevskog dvora. Već u 10. stoljeću izgrađene su prve srednjovjekovne gradske zidine. Kralj Heinrich II., Svetac, je 1006. godine biskupu Wormsa potvrdio sve posjede katedralnog samostana Ladenburg, a pet godina kasnije biskupu je dodijelio županiju Lobdengau.
Godine 1253. zajednica se prvi put pojavila sa Schultheißom, starcima i građanima. Godine 1385. gospodstvo nad Ladenburgom podijeljeno je između Worms-a i Palatinata nakon krvave zavade.
Godine 1400. građani Wormsa nisu poslušali svog biskupa i protjerali ga, nakon čega je Ladenburg postao sjedište biskupa. Godine 1412. biskup Johann II. Von Fleckenstein dao je sagraditi južni toranj crkve sv. Galusa, "jer on kao biskup ima pravo na dvije kule", dakle na katedralu. Za vrijeme biskupa Johanna III. Von Dalberga (1455. – 1503.) Ladenburg je doživio najveći procvat. Godine 1512., na pragu modernog doba, grad je posjetio njegov prijatelj car Maksimilijan.

### Moderna vremena
Kasniji reformator Reuchlin bio je zadužen za zbirku knjiga, koja je preuzeta od opatije Lorsch i dopunjena Dalbergovim fundusom, a danas je poznata kao Bibliotheca Palatina. Na Badnjak 1564. godine izbila je tučnjava između reformiranog svećenika Eckarda i biskupa Bettendorfa u St. Gallusu. Sljedeće se godine Bettendorf pomirio s Wormserima i napustio Ladenburg, preostalo sekundarno prebivalište. Potom je Frederick III., Kalvinistički izbornik Palatinata, na Veliki petak opljačkao crkvu sv. Galusa i uništio katoličke slike (Kurpfälzer Bildersturm).
Tijekom Tridesetogodišnjeg rata, grad je djelomično uništio Peter Ernst II od Mansfelda 1622. godine, a opljačkao ga je general Mélac tijekom Palatinskog rata za nasljedstvo (1689. – 1693.). Godine 1705. braća izbornik Johann Wilhelm i biskup Franz Ludwig von Pfalz-Neuburg dogovorili su se o većoj razmjeni teritorija. Ladenburg je zajedno s Neckarhausenom u potpunosti pripao Izbornom palatinatu, koji je u Ladenburgu osnovao Oberamt (viši ured) sa sjedištem grada.
Nakon Francuske revolucije Ladenburg je okupiran u koalicijskim ratovima 1799., a Napoléon Bonaparte preuređuje političku kartu Europe. Kurpfalz je raspušten i grad je pripao Badenu. Službeno je prebivalište ostalo do 1863. godine, kada je uključeno u okružni ured u Mannheimu. Kada je Badenska revolucija ugušena 1849. godine, Neckar Bridge u Ladenburgu bio je žestoko osporavan. Revolucionari su uspjeli osvojiti grad koji su okupirali Prusi, pokrivajući tako povratnički marš glavnih snaga.
Politički gledano, socijaldemokrati su bili najjača snaga u Ladenburgu od 1903. godine. Tijekom Weimarske Republike privremeno ih je zatamnio Zentrum zbog usitnjavanja spektra ljevičarske stranke. Od 1930. NSDAP je bila najjača stranka koja je na izborima za Reichstag u ožujku 1933. dobila 34,2 posto glasova.
Raspadom Landkreisa, Mannheim Ladenburg postao je dijelom novog Rhein-Neckar-Kreisa 1973. Altstadtfest (Festival starog grada) održan je prvi put 1974. godine i od tada se razvio u magnet za posjetitelje. Godine 1979. gradu zlatnu plaketu dodijelio saveznički predsjednik Walter Scheel na saveznom natjecanju "Stadtgestalt und Denkmalschutz im Städtebau" (urbani dizajn i zaštita spomenika u urbanom razvoju). Godine 1998. grad je proslavio 1900. godišnjicu. Iste godine bio je domaćin "Heimattage Baden-Württemberg". Godine 2005. u Ladenburgu se održao Grünprojekt 2005 (Zeleni projekt), poznat i kao mali Landesgartenschau

### Povijesno stanovništvo
| Godina       | 1439  | 1577  | 1777  | 1852. godine | 1925  | 1950  | 1961  | 1967  | 1970  | 1991. godine | 1995   | 2005. godine | 2010   | 2015   | 2020   |
| ------------ | ----- | ----- | ----- | ------------ | ----- | ----- | ----- | ----- | ----- | ------------ | ------ | ------------ | ------ | ------ | ------ |
| Stanovništvo | 1.175 | 1.330 | 1.472 | 2.930        | 4.993 | 7.125 | 8.338 | 8.280 | 9.799 | 11.791       | 11.801 | 11.510       | 11.513 | 11.420 | 11.661 |

## Politika

### Gradonačelnici
Popis gradonačelnika:
| - 1914–1922: Wilhelm Fritsch - 1922–1931: Christian Koch ( SPD ) - 1931–1933: Hermann Hagen - 1933–1934: Alfred Reuther ( NSDAP ) - 1934–1945: Kurt Pohly (NSDAP) | - 1945–1953: Adam Herdt ( CDU ) - 1953–1965: Hermann Hohn ( FWV ) - 1965–1993: Reinhold Schulz (SPD) - 1993–2001: Rolf Reble (CDU) - 2001–2017: Rainer Ziegler (SPD) | - od 2017.: Stefan Schmutz (SPD) |

### Općinsko vijeće
Općinsko vijeće Ladenburga ima 22 člana, koji se biraju na neposrednim izborima na pet godina. Uz to, načelnik je predsjednik općinskog vijeća. Općinski izbori 2019. doveli su do sljedećeg rezultata (u zagradama: razlika do 2014.):
| CDU | 27,0 % (−4,5)  | 6 Sitze (-1)  |
| GLL | 26,2 % (+10,3) | 6 Sitze (+2)  |
| SPD | 23,8 % (−3,5)  | 5 sitzea (-1) |
| FWV | 16,3 % (−2,6)  | 4 Sitze (± 0) |
| FDP | 6,8 % (+0,3)   | 1 sitz (± 0)  |

Blazon grba glasi: U štitu dijagonalno podijeljenom srebrnom i plavom bojom, crveni dvorac s otvorenim vratima i uzdignutim srebrnim lukama u kositrenom i natkrivenom niskom središnjem dijelu, između dvije šiljaste vanjske kositrne kule, dvije dijagonalno prekrižene plave boje ključevi (okrenute brade). Vraća se pečatu iz 1253. godine. Srebrna i plava boje, koje su uspostavljene tek u 19. stoljeću, predstavljaju Kurpfalz. Prekriženi ključevi potječu s grba biskupije Worms. Dvorac bi se vjerojatno trebao smatrati gradskim vratima i stoga se odnosi na gradska prava. Zastava je plavo-bijela.
- Gradski grb s pogrešno okrenutim bravama na vodotornju Ladenburg
- Ladenburška zastava

## Značajne ličnosti
- Johann Friedrich von Seilern (1646–1715), sin farbara, a kasnije carskog grofa, rođen je u Ladenburgu
- Johann Christoph Sauer (1695. – 1757.), prvi tiskar i izdavač na njemačkom jeziku u Sjevernoj Americi, rođen je u Ladenburgu
- Braća Franz Xaver von Hertling (1780-1844) i Friedrich von Hertling (1781-1850), obojica bavarski ratni ministri, rođeni su u Ladenburgu
- Michael Frey (1787. – 1832.), Skladatelj, violinist i dirigent
- Friedrich August Lehlbach (1805. – 1875.), Pastor, član Baden Landtaga i otac američkog političara Hermana Lehlbacha
- Lambert Heinrich von Babo (1818. – 1899.), Kemičar
- Heinrich Siegel (1830. – 1899.), Pravni povjesničar i profesor na Sveučilištu u Beču
- Carl Benz (1844. – 1929.), izumitelj automobila, suprug Berthe, živio je u Ladenburgu od 1906. do svoje smrti 1929. godine.
- Bertha Benz, (1849. – 1944.), Prva osoba koja je vozila automobil na velike daljine, supruga Karla, živjela je u Ladenburgu do svoje smrti 1944. godine
- Martin Hartmann (odvjetnik) (1870. – 1931.), Odvjetnik, šef ureda u Badenu
- Elisabeth Trippmacher (1878. – 1969.), Autorica, Ehrenbürgerin iz Ladenburga, dobitnica Ordena za zasluge Savezne Republike Njemačke, rođena je u Ladenburgu
- Hermann Hohn (1897. – 1968.), Njemački general, služio je u oba svjetska rata, primatelj Viteškog križa s hrastovim lišćem i mačevima, bio je gradonačelnik Ladenburga 12 godina
- Karl Langenbacher (1908. – 1965.), Grafički dizajner, autor knjiga i Hörspiele (radio drama), rođen je u Ladenburgu
- Karl Wolf (1912. – 1975.), Bacač kladiva i sudionik Ljetnih olimpijskih igara 1952. godine
- Reinhold Schulz (1931-2008) bio je gradonačelnik 28 godina, počašćen kao Ehrenbürger, Reinhold-Schulz-Waldpark nazvan je po njemu
- Karin Radermacher (1945-), političarka stranke SPD, bivša članica Bavarskog Landtaga
- Gerhard Kleinböck ( 1952- ), političar stranke SPD, trenutni član Landtaga Baden-Württemberga
- Alexandra Philipps (1975-), model, izbor ljepote, pobjednica Miss Njemačke 1999

## Međunarodni odnosi

### Gradovi blizanci
Ladenburg je bratimljen sa:
- Garango, Burkina Faso, since 1983[6]
- Paternion, Austria, since 1984

## Vanjske poveznice
- Automuseum dr. Carl Benz  Arhivirana inačica izvorne stranice od 23. listopada 2020. (Wayback Machine)
- Spomen put Bertha Benz